# Polypogon modestalis
Polypogon modestalis är en fjärilsart som beskrevs av Lucas Friedrich Julius Dominikus von Heyden 1860. Polypogon modestalis ingår i släktet Polypogon och familjen nattflyn. Inga underarter finns listade i Catalogue of Life.